# Charles Alexandre de Croÿ
Pour les articles homonymes, voir Maison de Croÿ et Croy (homonymie).
 (juillet 2024).
La mise en forme du texte ne suit pas les recommandations de Wikipédia : il faut le « wikifier ».
Les points d'amélioration suivants sont les cas les plus fréquents :
- Les titres sont pré-formatés par le logiciel. Ils ne sont ni en capitales, ni en gras.
- Le texte ne doit pas être écrit en capitales (les noms de famille non plus), ni en gras, ni en italique, ni en « petit »…
- Le gras n'est utilisé que pour surligner le titre de l'article dans l'introduction, une seule fois.
- L'italique est rarement utilisé : mots en langue étrangère, titres d'œuvres, noms de bateaux, etc.
- Les citations ne sont pas en italique mais en corps de texte normal. Elles sont entourées par des guillemets français : « et ».
- Les listes à puces sont à éviter, des paragraphes rédigés étant largement préférés. Les tableaux sont à réserver à la présentation de données structurées (résultats, etc.).
- Les appels de note de bas de page (petits chiffres en exposant, introduits par l'outil «  Source ») sont à placer entre la fin de phrase et le point final[comme ça].
- Les liens internes (vers d'autres articles de Wikipédia) sont à choisir avec parcimonie. Créez des liens vers des articles approfondissant le sujet. Les termes génériques sans rapport avec le sujet sont à éviter, ainsi que les répétitions de liens vers un même terme.
- Les liens externes sont à placer uniquement dans une section « Liens externes », à la fin de l'article. Ces liens sont à choisir avec parcimonie suivant les règles définies. Si un lien sert de source à l'article, son insertion dans le texte est à faire par les notes de bas de page.
- La présentation des références doit suivre les conventions bibliographiques. Il est recommandé d'utiliser les modèles {{Ouvrage}}, {{Chapitre}}, {{Article}}, {{Lien web}} et/ou {{Bibliographie}}. Le mode d'édition visuel peut mettre en forme automatiquement les références.
- Insérer une infobox (cadre d'informations à droite) n'est pas obligatoire pour parachever la mise en page.

Pour une aide détaillée, merci de consulter Aide:Wikification.
Si vous pensez que ces points ont été résolus, vous pouvez retirer ce bandeau et améliorer la mise en forme d'un autre article.
Charles-Alexandre de Croÿ, né en 1574 et mort le 10 novembre 1624 à Bruxelles, marquis de Havré, prince et maréchal héréditaire du Saint-Empire, comte de Fontenoy, membre du conseil de guerre des Archiducs, chevalier de la Toison d'or.

## Biographie
Jeune homme, il se destine à une carrière militaire comme bon nombre de ceux de sa famille. Il a l'occasion dès 1597 de prendre part au secours de la ville d'Amiens, aux côtés de l'archiduc d'Albert et de son cousin le duc d'Aarschot. En 1598, il fait partie de la suite de l'archiduc Albert qui, avec une députation des États-Généraux, se rend en Espagne pour congratuler le roi Philippe II qui décide de renoncer à ses droits sur les Pays-Bas en faveur de sa fille et de son futur gendre, l'archiduc.
À l'occasion de son mariage, l'archiduchesse Isabelle le nomme capitaine de cavalerie, et le 6 juillet 1601, on lui confie une bande d'ordonnance de 30 hommes d'armes. À la suite de quoi, il se mit en route pour prendre part au long siège d'Ostende. Ses probables exploits lui valent de se voir attribuer la charge de quinze bandes d'ordonnances des Pays-Bas à l'âge de seulement 28 ans.
Il est constitué otage, peu après, des mutinés espagnols qui le tiennent à Termonde pendant près de onze mois. Cela lui valu d'être nommé conseiller de guerre le 27 mai 1605.
Le 6 août 1605, il assiste au siège d'Oldenzeel dirigé par le marquis de Spinola, et en 1606, il est député par les Archiducs auprès du duc de Lorraine pour les représenter au mariage du duc de Bar.
Satisfait de ses services, le roi d'Espagne le fit Grand d'Espagne de première classe à l'occasion de son remariage avec Geneviève d'Urfé, fille de Jacques II d'Urfé.
Parvenu à la succession de son père, Charles-Philippe de Croÿ-Havré, il devint marquis d'Havré et sollicita directement un commandement dans l'armée d'Espagne envoyée à l'empereur Ferdinand. Il s'y signala lors de la bataille de Prague qui est son dernier fait d'armes. Après quoi, il se retire de la vie militaire pour rentrer dans les Pays-Bas méridionaux.
Là-bas, on lui accorde en février 1624 la charge de premier chef des finances qu'avait déjà son père et son cousin le duc d'Aarschot. Mais il ne l'occupe que peu de temps car il fut probablement assassiné par un de ses pages d'un coup de feu. Il fut inhumé dans l'église de la Chapelle à Bruxelles.

### Mémoires
On tient de Charles-Alexandre de Croÿ, des mémoires dans lesquels il présente les évènements qui ont marqué sa vie entre 1600 et 1606, principalement militaires.

### Mariage et descendance
En 1599, il s'unit à Yolande de Ligne, fille de Lamoral de Ligne. Il n'a eu de cette union qu'un enfant :
- Marie-Claire de Croÿ.

À la suite du décès de sa première épouse survenu le 25 août 1611, il se remarie le 6 janvier 1612 avec Geneviève d'Urfé, fille de Jacques II d'Urfé dit « le Paillard », avec qui il aura un fils mort jeune :
- Ferdinand-Philippe de Croÿ.